# Pınarbaşı, Sivaslı
Pınarbaşı là một xã thuộc huyện Sivaslı, tỉnh Uşak, Thổ Nhĩ Kỳ. Dân số thời điểm năm 2010 là 2033 người.